# Arteria lienalis
Arteria lienalis of miltslagader is een vertakking van de truncus coeliacus die de bloedvoorziening van de milt verzorgt. De slagader loopt craniaal van de alvleesklier.

## Structuur
De arteria lienalis geeft takken af naar de maag en de alvleesklier voor het bij de milt komt.
| Tak(ken)                         | Beschrijving                                                              |
| -------------------------------- | ------------------------------------------------------------------------- |
| rami pancreatici                 | arteria pancreatica major en arteria pancreatica dorsalis.                |
| arteriae gastricae breves        | bovenste deel van de curvatura major van de maag en fundus van de maag.   |
| arteria gastroepiploica sinistra | midden van de curvatura major van de maag.                                |
| arteria gastrica posterior       | posterior van de maag, gastrische regio superior aan de arteria lienalis. |

## Relaties
De slagader wordt vergezeld door de vena lienalis, die uitkomt in de vena portae van de lever.

## Klinische betekenis
Hoewel het niet veel voorkomt is een aneurysma van de arteria lienalis na een aneurysma aortae abdominalis en een aneurysma van de arteriae iliacae de meest voorkomende. Risicofactoren zijn roken en hypertensie.